# Comuna Poharîsko, Jovkva
Poharîsko (în ucraineană Погарисько) este o comună în raionul Jovkva, regiunea Liov, Ucraina, formată din satele Dumîci și Poharîsko (reședința).

## Demografie
Componența lingvistică a comunei Poharîsko
     Ucraineană (99,84%)
     Alte limbi (0,08%)
Conform recensământului din 2001, majoritatea populației comunei Poharîsko era vorbitoare de ucraineană (99,84%), existând în minoritate și vorbitori de alte limbi.